# كوكب شارد
كوكب شارد أو كوكب مارق (بالإنجليزية: Rogue planet) هو نوع من أنواع الكواكب يعرف أيضًا باسم كوكب يتيم أو كوكب متجول أو كوكب رحّال أو كوكب طليق أو جرم معزول كوكبي الكتلة، وهو كوكب شامل يشبه الكواكب من كل النواحي ولكنه يتميز بانه إما قد طرد من نظامه أو لم يكن بالأساس ضمن نطاق الجاذبية لأي نجم، وتعريف هذا النوع من الكواكب ينبغي أن يعتمد على ملاحظتها الحالية لأنها نوع جديد ومختلف عن الأنواع المعروفة أو المتعارف عليها. وقد سمي هذا النوع من الكواكب بالقزم البني بناءً على اقتراح الاتحاد الفلكي الدولي ( مثال على ذلك هو تشا 110913-773444).
ويعتقد أن الكواكب ذات الكتلة الكبيرة هي التي تبتعد عن مجموعتها أو نجمها، ويعتقد أيضا أنها دائماً كانت تعوم بشكل حر، وقد شكلت بطريقة مماثلة لنجوم، والتي قد يكون الكوكب طرد المارقة، أو أنها قد شكلت من تلقاء نفسها ويكون القزم البني الفرعية).

استخدم الفلكيون مرصد هيرشل الفضائي والتلسكوب الكبير جدًا لرصد جسم حديث الولادة ذي كتلة كوكبية يسبح بشكل حر، وهو أو تي إس44، وبرهنوا أنّ سير العمليات التي تصف طريقة التكوين المعيارية المشابهة لتكوين النجم تنطبق على الأجسام المنعزلة وصولًا إلى عدد قليل من الأجسام التي تملك كتلة المشتري. أظهرت أرصاد مرصد هيرشل بالأشعة تحت الحمراء البعيدة أنّ هنالك قرصًا يحيط بالجسم أو تي إس44 بكتلة عشر أضعاف الأرص على الأقل، لذلك يمكن أن يشكل في النهاية نظام كوكبي مصغّر. أظهرت الأرصاد الطيفية للجسم أو تي إس44 والمأخوذة بواسطة المطياف إس آي إن إف أو إن آي ضمن التلسكوب الكبير جدًا أنّ القرص عبارة عن مادة تتنامى بشكل فعّال، وبشكل مشابه للنجوم الشّابة. أُعلن في ديسمبر 2013 عن قمر خارج المجموعة الشمسية بمثابة مرشح ليكون كوكب شارد.

## الرصد
نشر عالم الفيزياء الفلكية تاكاهيرو سومي، وزملاء آخرون، من جامعة أوساكا في اليابان دراستهم حول المفعول العدسي الصغري في 2011. وقد رصدوا خمسين مليون نجم في مجرة درب التبانة باستخدام تلسكوب إم أو إيه-II بقطر مرآته الذي يبلغ 1.8 متر وهو موجود في مرصد ماونت جون في نيوزيلاندا، بالإضافة إلى تلسكوب جامعة وارسو، بقطر مرآة يبلغ 1.3 متر، الموجود ضمن مرصد لاس كامباناس في تشيلي. وجدوا 474 حالة للمفعول العدسي الصغري، عشرة منها وجيزة بما يكفي لتكون كواكب بحجم يقارب حجم المشتري، بالإضافة إلى عدم وجود نجم يرتبط به في منطقة مجاورة قريبة. قدّر الباحثون بالاعتماد على أرصادهم وجود قرابة كوكبين شاردين مقابل كل نجم في مجرة درب التبانة، كتلة كل منهما تساوي كتلة المشتري. تشير تقديرات أخرى إلى وجود أكثر من هذا بكثير، وقد يصل عدد الكواكب الشاردة إلى 100 ألف ضعف عدد النجوم في درب التبانة. تشير دراسة قدّمها بزيميك مروز وزملاؤه في مرصد جامعة وارسو، والتي تتوفر فيها إحصائيات أكثر بستة مرات من إحصائيات دراسة 2011، إلى الحد الأعلى لعدد الكواكب بكتلة المشتري والتي تعوم حرة في الفضاء أو في مدارات فضفاضة والتي تشكل 0.25 من الكواكب الخاصة بكل نجم من النسق الأساسي في مجرة درب التبانة.
يعتبر الكوكب WISE 0855-0714 ضمن الكواكب القريبة المُرشحة لتكون كواكب شاردة، ويبعد مسافة 7.27±0.13 سنة ضوئية.

## احتباس الحرارة في الفضاء بين النجمي

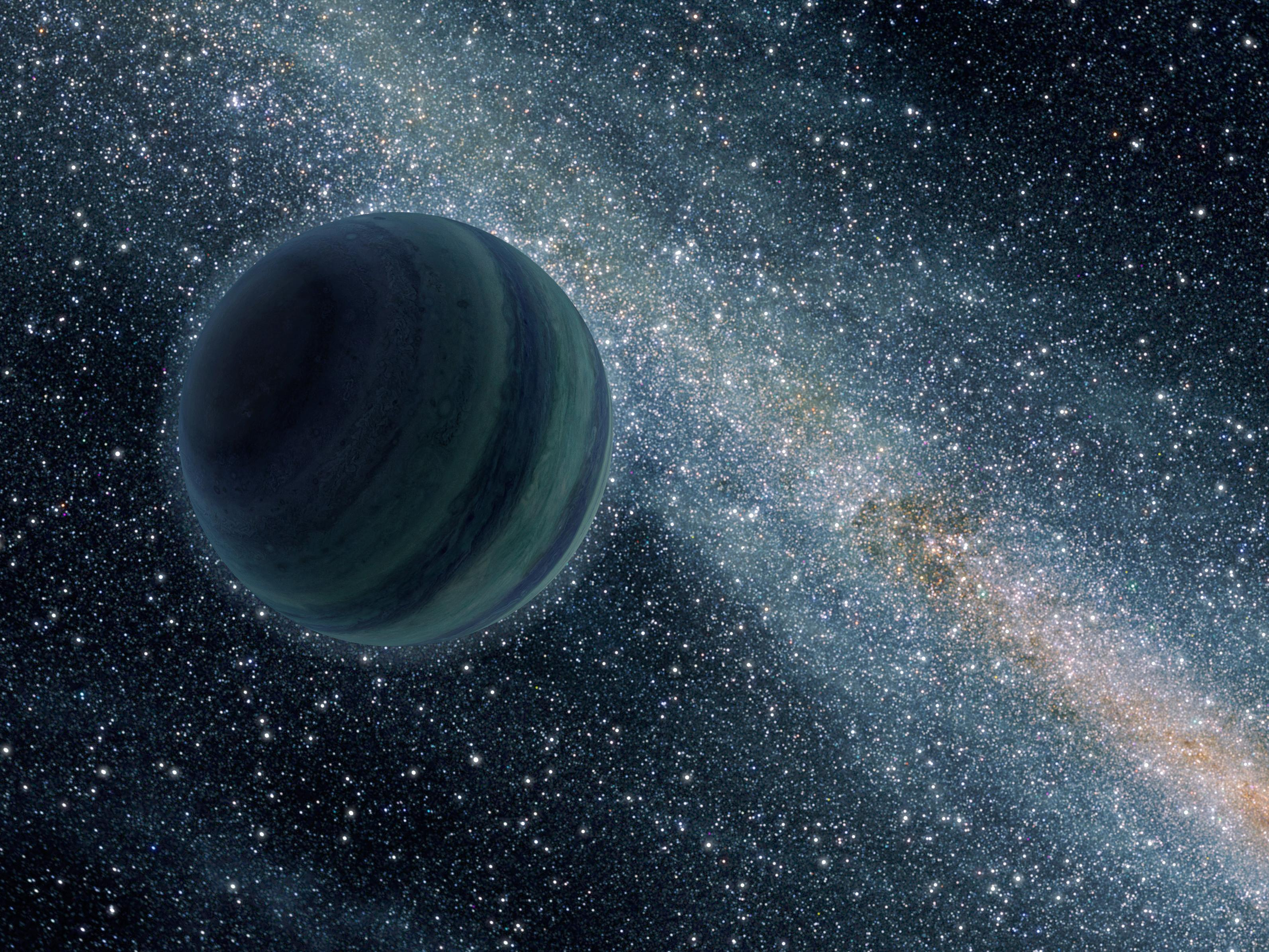
تصور فني لكوكب شارد بحجم المشتري

تولّد الكواكب الشاردة حرارة قليلة، ولا تُسخّنها النجوم. وضع دايفيد جيه ستيفنسون نظرية عام 1998 تنص على أن بعض الأجسام بحجم الكواكب التي تنجرف في الفضاء بين النجمي قد تحافظ على غلاف جوي سميك مما يؤدي إلى عدم تجمده. واقترح أن السبب في كون هذه الأغلفة الجوية محفوظة هو عتامة الغلاف الجوي السميك الذي يحتوي على الهيدروجين، للأشعة تحت الحمراء البعيدة، والتي سببها الضغط.
تُطرد العديد من الأجسام الكوكبية الأولية الصغيرة أثناء تشكل النظام الكوكبي. يتلقى الجسم المطرود كمية أقل من الأشعة فوق البنفسجية التي يولدها النجم، ويمكن لهذا أن يجرده من العناصر الأخف في غلافه الجوي. تمتلك الأجسام بحجم الأرض جاذبيةً كافية تمكنه من منع هروب الهيدروجين والهيليوم من غلافه الجوي. في جسم بحجم كوكب الأرض، وبضغط جوي من الهيدروجين ومن كظوم الغاز الحملي يبلغ كيلوبار، قد تحافظ الطاقة الحرارية الأرضية الناتجة عن تحلل النظائر المشعة الأساسية المتبقية على حرارة السطح أعلى من نقطة انصهار المياه، مما يسمح لمحيطات الماء السائل بالوجود.

## مصطلحات
1. ↑  Orphan planet
2. ↑  Wandering planet
3. ↑  Nomad planet
4. ↑  Free-floating planet، يُختصر إلى FFP
5. ↑  Isolated planetary-mass object، يُختصر إلى iPMO